# Маргелов Василь Пилипович
Васи́ль Пили́пович Марге́лов (27 грудня 1908 (9 січня 1909) — за новим стилем) Катеринослав, Російська імперія (нині м. Дніпро, Дніпропетровська область, Україна) — 4 березня 1990, Москва, РРФСР, СРСР) — радянський воєначальник, генерал армії (25.10.1967), Командувач повітряно-десантних військ Радянського Союзу (1954–1959, 1961–1979), Герой Радянського Союзу (19.03.1944), лауреат Державної премії СРСР (1975), кандидат військових наук (1968).

## Біографія
Василь Пилипович Маркелов (згодом Маргелов) народився в м. Катеринославі (нині м. Дніпро, Дніпропетровська область, Україна) у родині вихідців з Білорусі. Батько — Пилип Іванович Маркелов, працював металургом. Прізвище Маркелов у Василя Пилиповича було згодом записане як Маргелов через помилки у партквитку.
У 1913 сім'я Маркелових повернулась на батьківщину батька Василя Пилиповича — до містечка Костюковичі Климовицького повіту Могилівської губернії. Мати В. Ф., Маркелова Агафія Степанівна, була родом із сусіднього Бобруйського повіту Мінської губернії. Підлітком працював вантажником, теслею. Того ж року вступив учнем до шкіряної майстерні, незабаром став помічником майстра.
У 1921 — закінчив церковноприходську школу. Ще підлітком працював вантажником, теслярем, розвозив пошту. В тому ж році пішов учнем в шкіряну майстерню, а невдовзі став помічником майстра.
У 1923 — працює чорноробом в місцевому «Хлібопродукт». Вступає в комсомол.
З 1924 — по комсомольській путівці їде в Катеринослав на шахту ім. М. І. Калініна чорноробом, потім стає коногоном. За станом здоров'я вимушений змінити рід діяльності.
У 1925 — направлений знову до Білоруської РСР, лісником до ліспромгоспу. Працював у Костюковичах, у 1927 році став головою робітничого комітету ліспромгоспу, обраний до місцевої Ради.

### Початок служби в армії
У Червоній армії з 1928 року.
У 1931 році закінчив Об'єднану Білоруську військову школу.
У 1933 — призначається на посаду командира взводу в Об'єднаній Білоруській військовій школі. З лютого 1934 — помічник командира роти. З травня 1936 — командир кулеметної роти. З жовтня 1939 — командир батальйону.
Учасник радянсько-фінської війни 1939—1940 років. Під час ведення бойових дій — командир Окремого розвідувального лижного батальйону 596-го стрілецького полку 122-ї дивізії. Під час однієї з операцій Маргелов захоплює в полон офіцерів Генерального штабу Швеції. 21 березня 1940 отримує звання майор.
З жовтня 1940 — командир 15-го окремого дисциплінарного батальйону.

### Німецько-радянська війна
За три дні до початку німецько-радянської війни призначається командиром 3-го стрілецького полку 1-ї мотострілецької дивізії.
21 листопада 1941 — призначений командиром 1-го Особливого лижного полку моряків ЧБФ. Після битв на Ладозькому озері якийсь час знаходився в шпиталі.
З 22 січня 1942 — отримав призначення на посаду командира 218-го стрілецького полку 80-ї стрілецької дивізії 54-ї армії Ленінградського фронту. Липень 1942 — прийняв під своє командування 13-й гвардійський стрілецький полк 3-ї гвардійської стрілецької дивізії. 28 червня 1942 — отримав звання підполковник.
8 січня 1943 — призначений начальником штабу 3-ї гвардійської стрілецької дивізії. З 11 квітня 1943 — заступник командира 3-ї гвардійської стрілецької дивізії.
З 11 листопада 1943 — виконує обов'язки командира 3-ї гвардійської стрілецької дивізії, а з 10 січня 1944 — командира 49-ї гвардійської стрілецької дивізії. з якою 13 березня 1944 успішно форсував р. Дніпро та брав участь у звільнені міста Херсон, за що йому було присвоєно звання Герой Радянського союзу. Якийсь час перебував у шпиталі.
25 березня 1944 — призначений командиром 49-ї гвардійської стрілецької дивізії. 13 вересня 1944 — отримав звання генерал-майор.

### Перші післявоєнні роки
У період з 29 січня 1946 по лютий 1948 навчався у Військовій Академії Генерального Штабу імені К. Е. Ворошилова. З 19 травня 1948 року після закінчення Військової Академії — командир 76-ї гвардійської Чернігівської Червонопрапорної повітряно-десантної дивізії.
15 квітня 1950 — за успіхи 76-ї гвардійської Чернігівської Червонопрапорної повітряно-десантної дивізії в бойовій підготовці генерал-майор В. П. Маргелов наказом міністра Збройних сил СРСР призначений командиром 37-го гвардійського повітряно-десантного Свірського Червонопрапорного корпусу на Далекому Сході. У 1950–1954 роках — командир повітряно-десантного корпусу.
З 1954 року по 1959 рік — командувач повітряно-десантних військ СРСР.
В 1959–1961 роки — заступник командувача повітряно-десантних військ СРСР.
З 1961 по січень 1979 року — командувач повітряно-десантних військ СРСР.
25 жовтня 1967 — постановою Ради Міністрів командувачеві ПДВ В. П. Маргелову присвоєне військове звання «генерал армії».
4 грудня 1968 — рішенням Ради Військової ордена Леніна Червонопрапорної ордена Суворова академії імені М. В. Фрунзе Маргелову В. П. присуджено вчений ступінь кандидата військових наук.
З 1979 року — в групі генеральних інспекторів Міністерства оборони СРСР.

## Родина
- Батько — Пилип Іванович Маргелов
- Мати — Агафія Степанівна Маргелова
- Брати — Іван, Микола та сестра Марія

### Дружини
- Друга дружина — Феодосія Єфремівна Селицька
- Третя дружина — Ганна Олександрівна Куракіна

### Пятеро синів:
- Геннадій Маргелов (1931—2016) — військовик, генерал-майор.
- Анатолій Маргелов (1938—2008) — доктор технічних наук, професор.
- Віталій Маргелов (1941—2021) — розвідник, співпрацівник КДБ СРСР та ФСБ РФ, генерал-полковник, пізніше політичний діяч.
  - Онук — Михайло Маргелов (народ. 1964), державник та політичний діяч.
- Василь Маргелов (1945—2010) — майор у відставці.
- Олександр Маргелов (1945—2016) — офіцер ПДВ, полковник у відставці, удостоєний звання Герой Російської Федерації.

## Нагороди та почесні звання
- Герой Радянського Союзу (19.03.1944)
- Лауреат Державної премії СРСР (1975),
- Почесний громадянин Херсону.
- Почесний солдат військової частини ПДВ.

## Вшанування
В. П. Маргелову встановлено пам'ятники в Дніпрі, Кривому Розі, Сімферополі, Сумах, Херсоні, Маріуполі, Житомирі
- 6 травня 2005 року засновано відомчу нагороду Міністерства оборони Росії — медаль «Генерал армії Маргелов».
- 21 лютого 2010 року в Херсоні встановлено бюст Василя Маргелова. Бюст генерала розташований у центрі міста біля Палацу молоді на вулиці Перекопській
- У вересні 2011 у Сумах відкрили пам'ятник-бюст командувачу радянських повітряно-десантних військ, генералу армії, Герою Радянського Союзу Василю Маргелову. Автором архітектурного рішення став сум'янин Едуард Голованов, а скульптором — харків'янин Едуард Гурбанов. На спорудження пам'ятника пішло близько 6 тисяч доларів.[1]
- 08 грудня 2012 в Маріуполі на площі Ленінського комсомолу відбулося урочисте відкриття пам'ятника-бюста Маргелову Василю Пилиповичу, який у роки Другої світової війни брав участь у вигнанні нацистських окупантів з Донбасу в складі третьої гвардійської стрілецької дивізії. Автор пам'ятника — харківський скульптор Едуард Гурбанов
- Пам'ятник Василю Пилиповичу, ескіз якого зроблений з відомої фотографії в дивізійній газеті, на якій той, будучи призначеним комдивом 76-й гв. пдд, готується до першого стрибка, — встановлений перед штабом 95-ї окремої аеромобільної бригади (Житомир)

У місті Дніпро в рамках деколонізації вулицю Маргелова перейменовано на Кельтську.

## Світлини

Пам'ятник генералу армії Маргелову у Дніпрі (2 серпня 2006 р.)
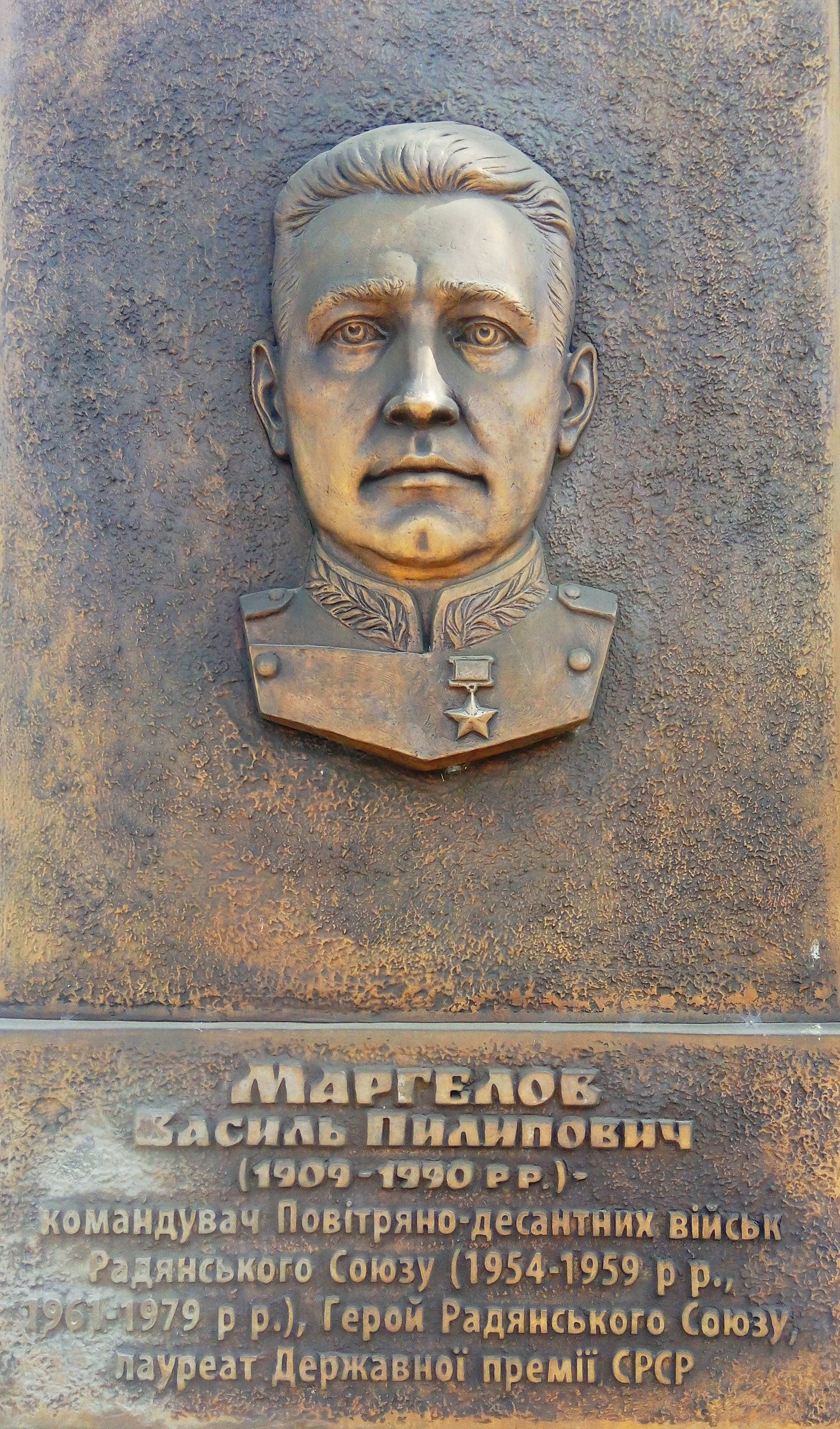
Бронзовий барельєф Маргелову В. П. на Козацькій площі (Дніпро)
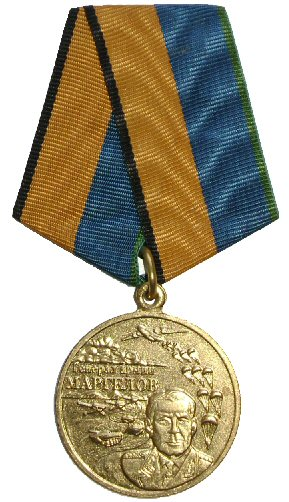
Аверс медалі «Генерал армії Маргелов».